# 두카티 몬스터 696
두카티 몬스터 696(영어: Ducati Monster 696)은 두카티에서 2008년부터 2014년까지 생산했던 네이키드 바이크이다.

## 배경
1993년 출시 이후 두카티는 200,000대 이상을 판매했으며, 이는 한때 두카티 생산량의 60%에 달했다. 초기형은 저렴하고 제작하기 쉬웠으며 오랜 수명 동안 그대로 유지되었다. 두카티 몬스터 제품군에 대한 "적을수록 좋다"라는 근거는 소형 오토바이에 고성능을 결합하는 것을 목표로 하며 최근 성능과 외관을 개선하기 위해 재설계된 부품으로 몬스터 제품군을 업데이트하였다.

## 사양

### 엔진 & 드라이브 트레인
엔진은 "데스 모듈", 90° L-트윈, 696 cc (42.5 cu in) 58.8 kW (78.9 hp) 공랭식 엔진으로 데스모드로믹 밸브 작동이 있다. 슬리퍼 클러치는 서투른 하향 변속으로 인해 뒷바퀴가 잠기는 것을 방지하는 장치이다. 종종 건식 클러치를 사용하지만 이 모델에는 21판 오일 배스 "습식 클러치"가 있어 무게가 덜 나가고 더 조용하게 작동하며 유지 관리가 덜 필요하다.

### 프레임
강철 격자 프레임과 경량 알루미늄 서브 프레임이 있으며 청구된 건조중량은 161 kg (355 lb)(ABS 미 탑재)이다.
시트고는 770 mm (30 in)로 일부 라이더가 발을 지면에 더 쉽게 고정할 수 있다. 이것은 경험이 없는 오토바이 운전자에게 이점이다.

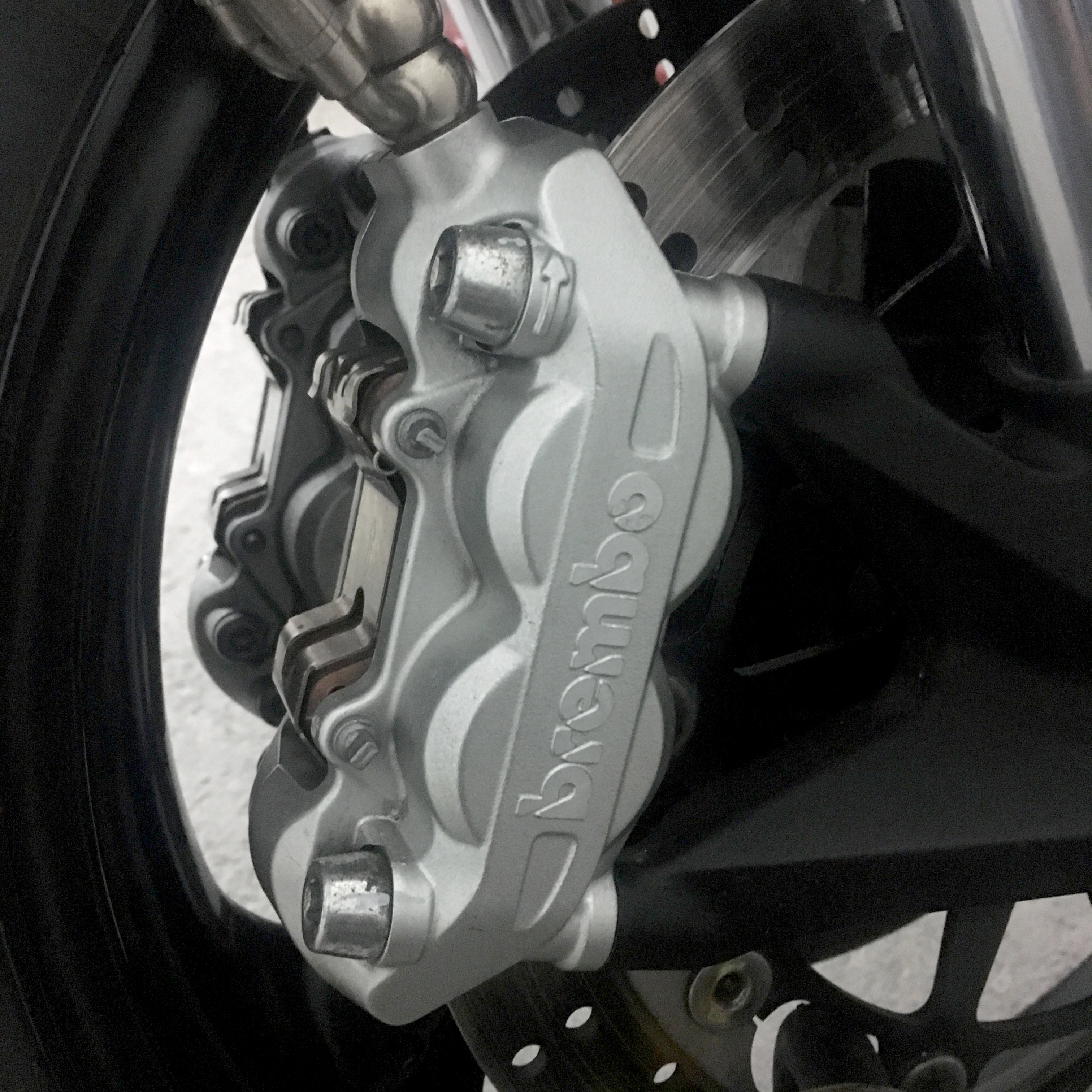
2013년 두카티 몬스터 696 (ABS 미탑재)의 사양 브렘보 전면 우측 브레이크 캘리퍼

### 브레이크
마스터 실린더와 디스크를 포함한 모델의 브레이크 시스템 구성 요소는 브렘보에서 공급한다. 전면 브레이크는 320mm 플로팅 이중 디스크와 방사형으로 장착된 4개의 피스톤 브렘보 p4.32 캘리퍼가 있다. 245mm 후면 솔리드 디스크에는 2피스톤 p34 캘리퍼가 있으며 ABS는 선택 사양이다.